# Théo Maréchal
Théo Simon Maréchal (18 januari 2005) is een Belgisch voetballer die onder contract ligt bij KAS Eupen.

## Clubcarrière
Maréchal begon met voetballen bij RJS Olnoise, de lokale club van Olne, zijn dorp van afkomst. Na enkele maanden bij Sprimont maakte hij de overstap naar Standard Luik, waar hij van de U8 tot de U16 speelde. In 2020 ruilde hij de jeugdopleiding van Standard voor die van KAS Eupen. In juni 2023 ondertekende Maréchal een profcontract dat hem tot medio 2025 aan Eupen verbond. In januari 2024 was Maréchal een van de drie beloftenspelers die met de A-kern op winterstage naar Belek mochten.
Op 3 maart 2024 maakte Maréchal zijn officiële debuut in het eerste elftal van Eupen: in de competitiewedstrijd tegen RSC Anderlecht (1-0-nederlaag) liet trainer Florian Kohfeldt hem in de 83e minuut invallen.

## Clubstatistieken
| Seizoen         | Club            | Land            | Competitie      | Competitie | Competitie | Beker | Beker | Supercup | Supercup | Europees | Europees | Totaal | Totaal |
| Seizoen         | Club            | Land            | Competitie      | Wed.       | Dlp.       | Wed.  | Dlp.  | Wed.     | Dlp.     | Wed.     | Dlp.     | Wed.   | Dlp.   |
| --------------- | --------------- | --------------- | --------------- | ---------- | ---------- | ----- | ----- | -------- | -------- | -------- | -------- | ------ | ------ |
| 2023/24         | KAS Eupen       | Vlag van België | Eerste klasse A | 2          | 0          | 0     | 0     | —        | —        | —        | —        | 2      | 0      |
| Carrière totaal | Carrière totaal | Carrière totaal | Carrière totaal | 2          | 0          | 0     | 0     | 0        | 0        | 0        | 0        | 2      | 0      |

Bijgewerkt op 8 april 2024.
1 Moser ·
2 Van Genechten ·
3 Davidson ·
4 Baiye ·
7 Nuhu ·
8 Peeters ·
9 Prevljak ·
10 Charles-Cook ·
11 N'Dri ·
13 S. Keita ·
14 Deom ·
15 Magnée ·
17 Bitumazala ·
18 A. Keita ·
20 Magee ·
23 Christie-Davis ·
24 Wakaso ·
28 Paeshuyse ·
29 Alloh ·
30 Gorenc ·
33 Nurudeen ·
35 Lambert ·
47 Offermann ·
77 Oger ·
99 Roufosse ·
Coach: Still